# Nationaal park Araguaia
Het nationaal park Araguaia is een nationaal park in Brazilië. Het is opgericht in 1959 en ligt in de staat Tocantins. Aanvankelijk besloeg het park ongeveer 2 miljoen hectare maar na twee grensveranderingen is het circa 562 000 hectare groot.
Het park ligt in een overgangsgebied tussen het Amazonewoud, de Cerrado-savannes en de Pantanal-moerasgebieden en herbergt hierdoor een zeer diverse fauna. Het gebied wordt vanwege de natuurlijke schoonheid bezocht door toeristen.
Het park wordt beheerd door het Chico Mendes Instituut voor Biodiversiteit Conservation (ICMBio) met een lokaal kantoor in Pium, Tocantins. Doel van het beheer is niet alleen het behoud van de biodiversiteit maar ook van de rechten van inheemse volkeren in het park.
Abrolhos · 
Amazônia · 
Aparados da Serra · 
Araguaia · 
Araucárias · 
Boa Nova · 
Brasília · 
Cabo Orange · 
Campos Amazônicos · 
Campos Gerais · 
Caparaó · 
Catimbau · 
Cavernas do Peruaçu · 
Chapada das Mesas · 
Chapada Diamantina · 
Chapada dos Guimarães · 
Chapada dos Veadeiros · 
Descobrimento · 
Emas · 
Fernando de Noronha · 
Grande Sertão Veredas · 
Iguaçu · 
Ilha Grande · 
Itatiaia · 
Jamanxim · 
Jaú · 
Jericoacoara · 
Juruena · 
Lagoa do Peixe · 
Lençóis Maranhenses · 
Montanhas do Tumucumaque · 
Monte Pascoal · 
Monte Roraima · 
Nascentes do Rio Parnaíba · 
Pacaás Novos · 
Pantanal Matogrossense · 
Pau Brasil · 
Pico da Neblina · 
Pontões Capixabas · 
Restinga de Jurubatiba · 
Rio Novo · 
Saint-Hilaire/Lange · 
São Joaquim · 
Sempre Vivas · 
Serra da Bocaina · 
Serra da Bodoquena · 
Serra da Canastra · 
Serra da Capivara · 
Serra da Cutia · 
Serra da Mocidade · 
Serra das Confusões · 
Serra de Itabaiana · 
Serra do Cipó · 
Serra do Divisor · 
Serra do Itajaí · 
Serra do Pardo · 
Serra dos Órgãos · 
Serra Geral · 
Sete Cidades · 
Superagüi · 
Tijuca · 
Ubajara · 
Viruá